# Улица Веэторни
Улица Ве́эторни (эст. Veetorni tänav) — улица в Таллине, столице Эстонии.

## География
Пролегает в микрорайоне Тынисмяэ городского района Кесклинн. Начинается от улицы Туви, заканчивается на перекрёстке с улицей Тоом-Кунинга. У северной стороны улицы тыльной стороной расположена Национальная библиотека Эстонии c фонтаном и амфитеатром, у южной стороны — парк Туви.
Протяжённость улицы — 175 м.

## История
Названия улицы в письменных источниках разных лет:
- 1878 год — нем. Friedheimstraße;
- 1907 год — нем. Alenderstraße ;
- 1907 год, 1916 год — Алендерская улица,
- 1908 год — эст. Alendre tn ;
- 1938—1939 — эст. Alendri tn;
- 1942 — нем. Wasserturmstraße.

Современное название улицы было официально утверждено 24 мая 1939  года. Название дано по близрасположенной Тынисмяэской водонапорной башне.

## Застройка

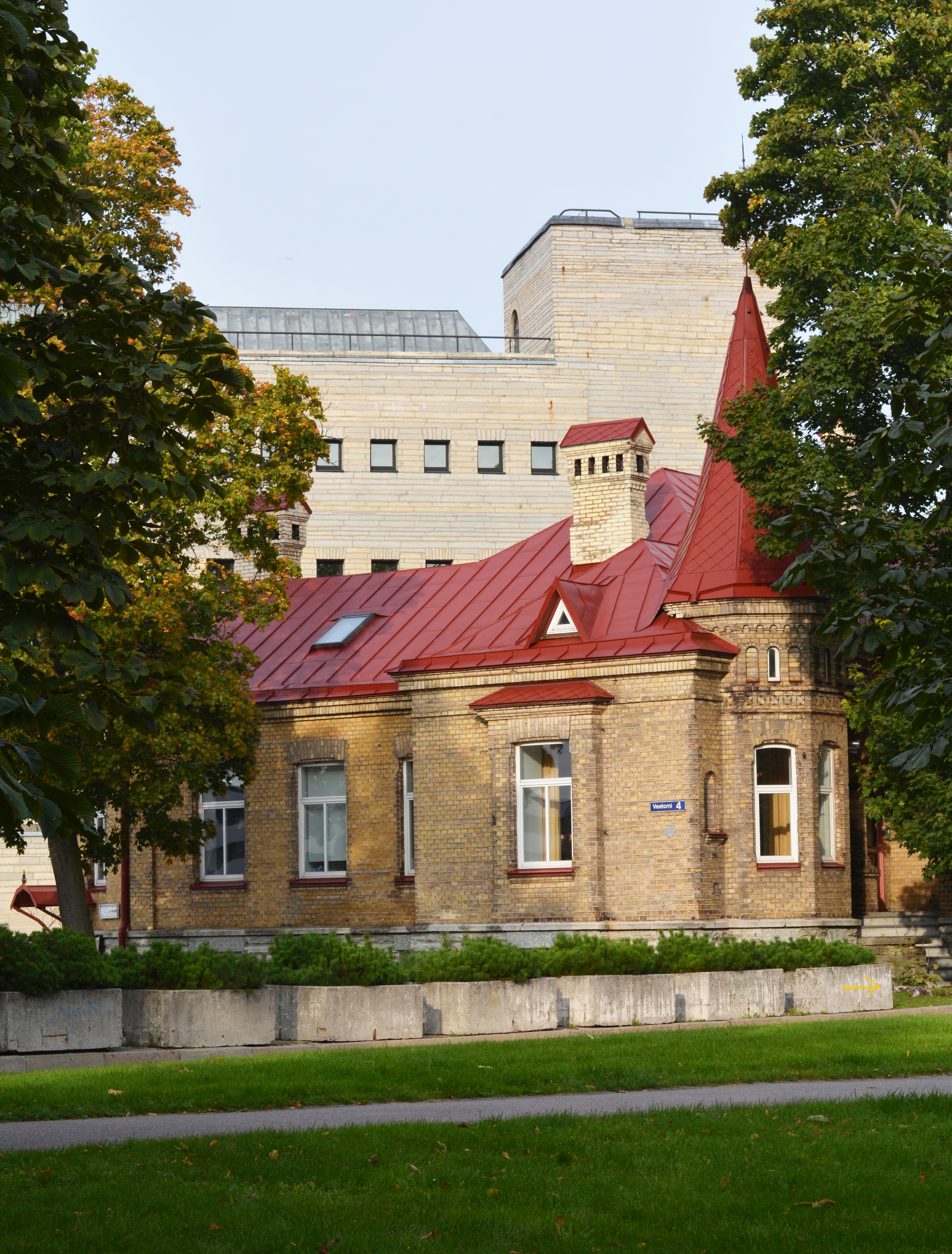
Дом 4

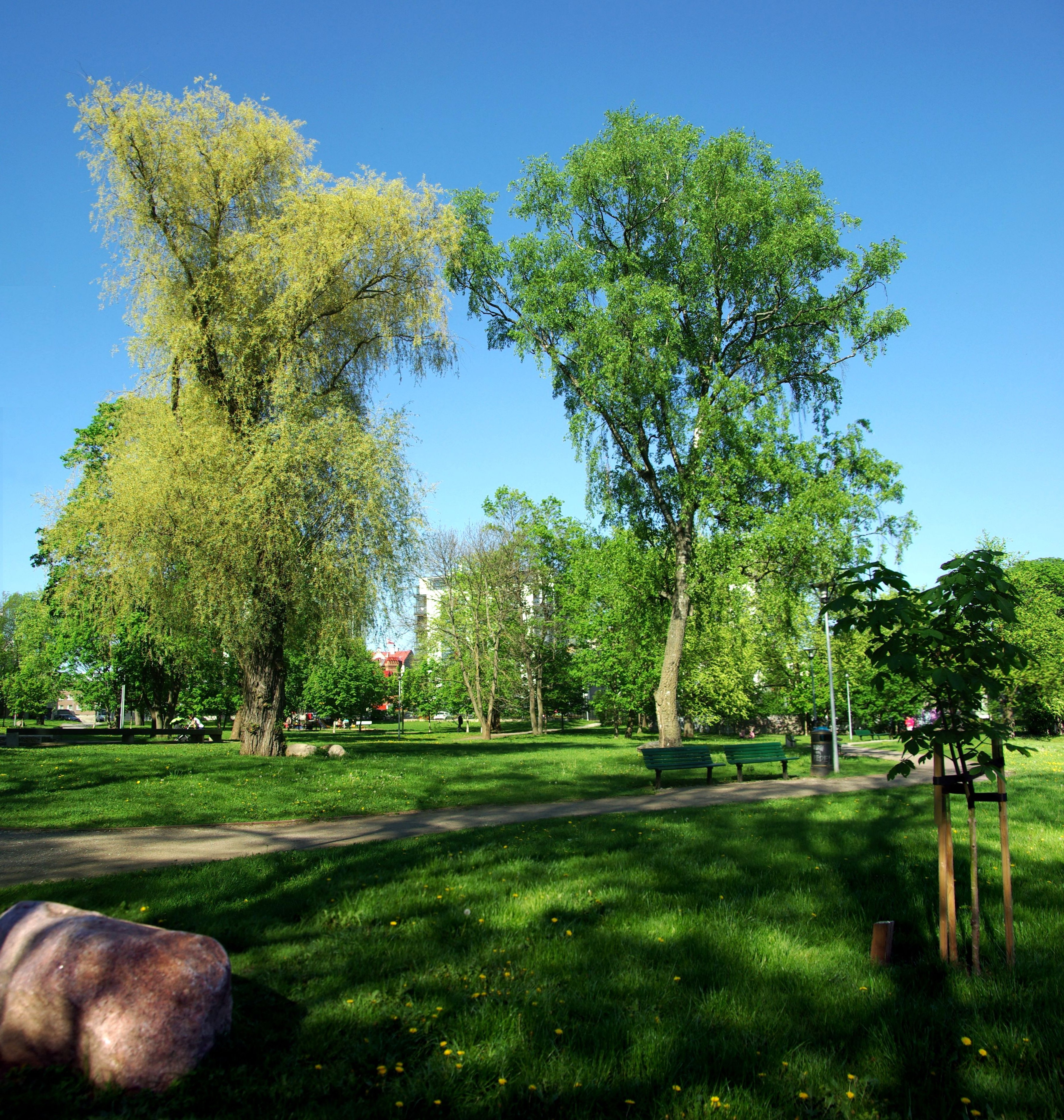
Парк Туви

Регистровый адрес улицы имеет только одно здание — дом 4, Вилла в стиле историзма, . Построена в 1903 году, автор проекта — архитектор Отто Шотт (Otto Schott). Находится рядом с Национальной библиотекой Эстонии. 
Дом — одноэтажный, кирпичный, с многоугольной угловой башней. Его многократно расчленённые фасады украшены типичными для стиля кирпичного историзма нишами и декоративным кирпичным складом. У здания вальмовая крыша из жести, высокие трубы, на башенке — восьмиугольный купол-шатёр с флюгером наверху. Южную стену здания венчает острый ступенчатый щипец. Сохранились несколько оригинальных деревянных окон разных стилей и изначальная входная дверь в южной стене.
В изначально жилом здании в советское время, в 1957 году, стала работать Детская туристическо-экскурсионная станция (эст. Laste Turismi-Ekskursiooni Jaam). После 1990-х годов в нём разместились различные офисы.